# 科普哈佐
科普哈佐，是匈牙利杰尔-莫雄-肖普朗州所辖的一个村。总面积8.73平方公里，总人口2019，人口密度231.3人/平方公里（2011年1月1日）。